# Наїссаар

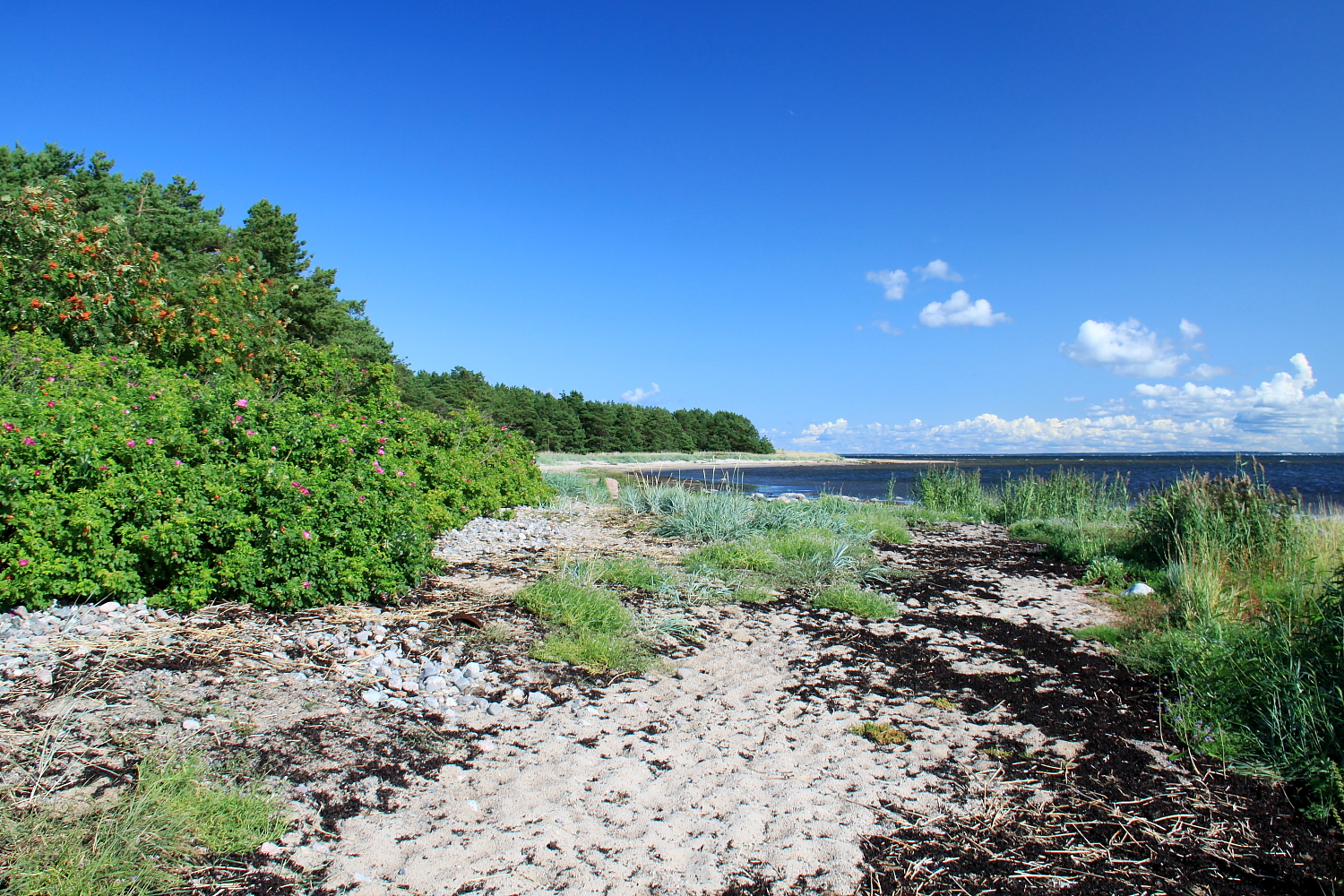
Пейзажі Найсаару

Найссаар (ест. Naissaar) — естонський острів, розташований за 10 км (по іншим даним за 8 км) на північний захід від Талліна, довжиною 9 км, шириною до 4 км і загальною площею 18,6 км2. Адміністративно підпорядковується повіту Хар'ю, що належить до волості Віймсі.

## Історія острову до ХХ століття
Протягом століть острів неодноразово змінював назву. Так, у 1297 році ці землі згадуються під назвою Наргхетен (Nargheten), у 1509 році це вже Наргьон(Nargon), а з 1519 року вже відомий, як Нарген (Nargen).Перша ж історична згадка під назвою Земля жінок («Тегга feminarium») датована ХІ століттям в праці бременського монаха Адама. Під цією ж назвою острів згадує арабський георгаф Ідрісі в ХІІ столітті.
Сучасна назва вперше використана 1732 року, а з 1921 року з'явилася на мапі естонських територій.
Найбільш повну картину про життя на острові Найсаар до початку ХХ століття можна отримати з друкованого видання «Естляндські губернські відомості», датованого жовтнем 1869 року, де є замітка про цю територію.
В статті зазначено, що згідно переказів, перші мешканці були морськими розбійниками, але, після завоювання острову данцями та указу короля Данії Еріка V від 17 червня 1297 року про заборону вирубки лісів та спалювання вугілля на островах Нарген, Вульф, Грос та Клейн-Карлос для власних потреб, за виключенням замку та міста Ревеля (нинішній Таллін), інформація про постійне місцеве населення втрачається.
За часів Лівонського ордену острів входив до земель Ревельського вишгородського замку (замок Тоомпеа), а тому сюди заселялися естонці та німці, а після припинення існування Лівонського ордену в 1561 році територія потрапила під юрисдикцію шведів.
Під час російсько-шведської війни 1705—1710 років більшість шведського населення перебралась до материкової Швеції, і на острів почали переселятися естонці.
Згідно наведених 1869 року даних, на острові проживало 92 чоловіка та 91 жінка — переважна більшість шведського походження. Всього було 27 садиб в користуванні яких перебувало 143 десятини і 59 квадратних сажнів угідь.
Всі мешканці острову були протестантами і відвідували дві церкви, в залежності від національної ознаки — шведську

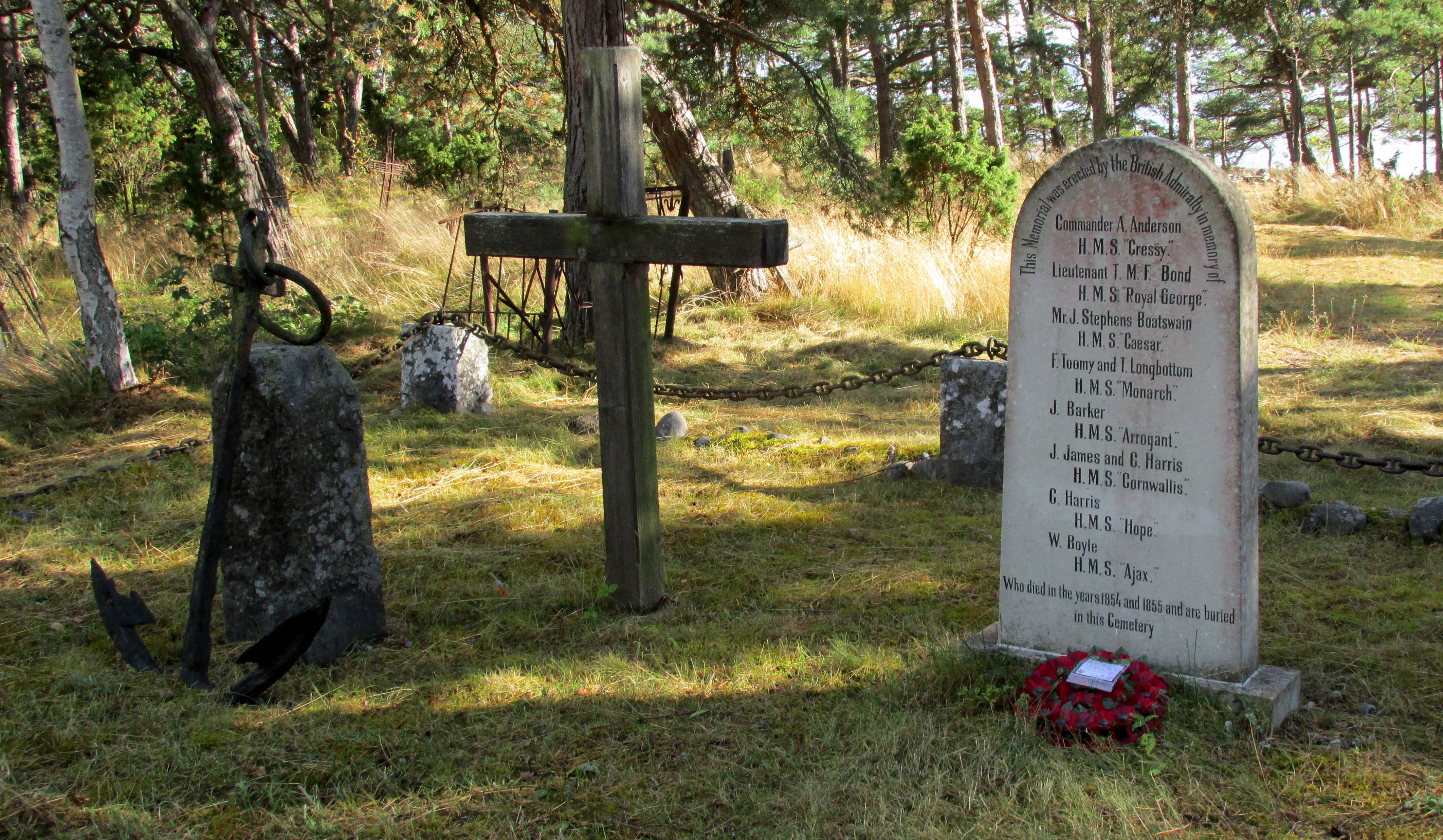
Поховання англійських моряків на о. Найссаар

церкву св. Михайла в Ревелі та естонську церкву св. Іоанна. Також, в поселенні Аксель, що на узбережжі, була дерев'яна церква, де щонеділі проводилися служби двома мовами, та поруч з якою розташувалося шведсько-естонське кладовище (старовинна назва Kapelle) з похованнями 10 англійських офіцерів. Це загиблі в 1854—1855 роках моряки, що разом з французьким флотом перебували під Найсааром.
Основним заняттям місцевих мешканців у ХІХ столітті, як і в давні часи, залишалося море. Переважали риболовля та полювання на тюленів. Чоловіки також досить часто були матросами чи лоцманами на російських та іноземних суднах. Сільське господарство не було досить розвинене, оскільки з усіх овочів врожайною була тільки картопля. Хліб та зерно закуповували або обмінювали на солону рибу в Ревелі.
Продовживши традіції Петра Першого, який за часів свого правління почав будувати тут оборонні споруди для додаткової охорони тодішнього Ревеля, радянська влада перетворила острів на військову базу. Починаючи з 1944 і до 1994 року ця територія була закрита для цивільного населення.

## Пам'ятки та визначні місця

### Маяки Найссаара

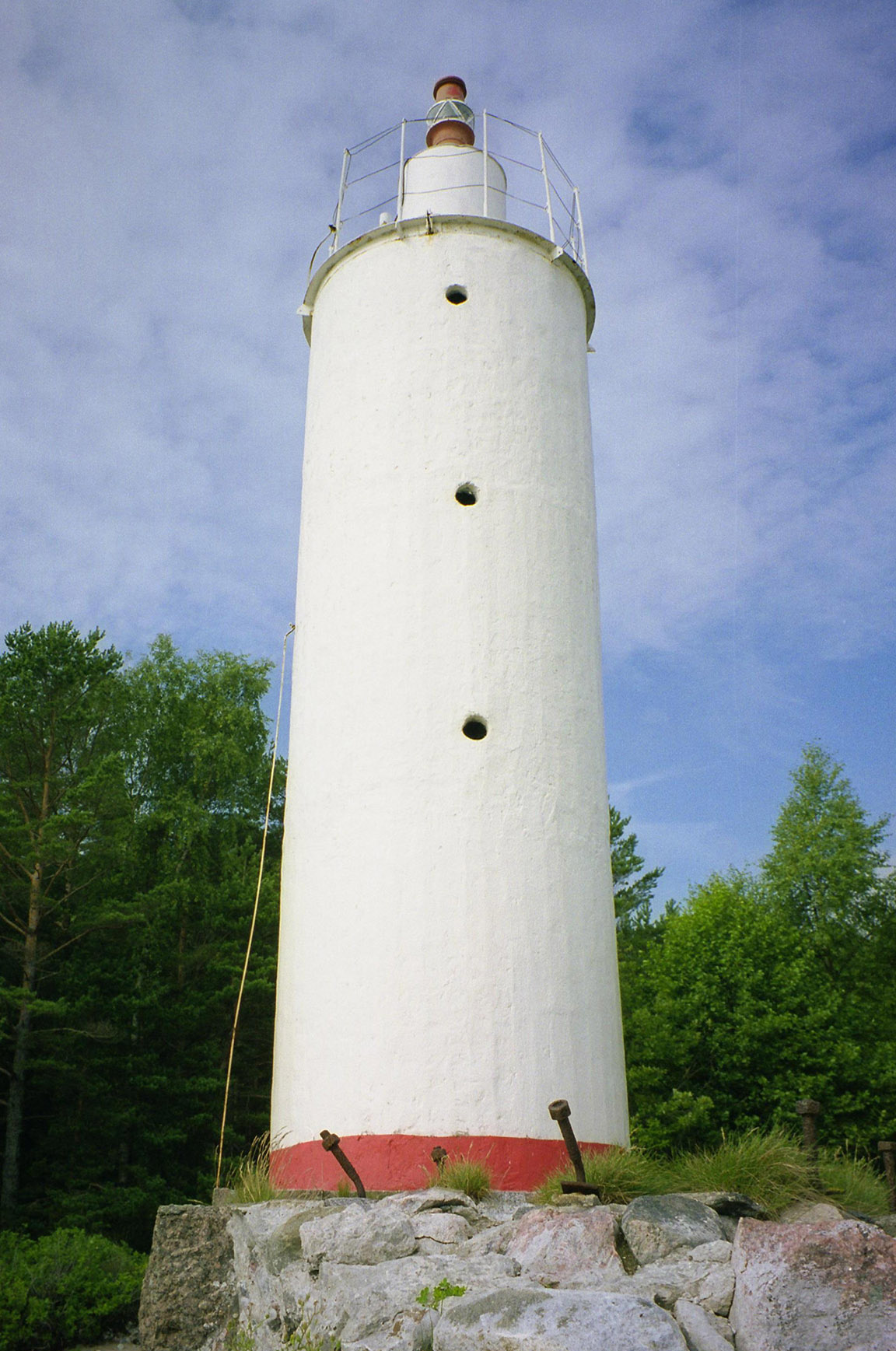
Маяк

Зважаючи на географічне розташування острів з давніх часів використовувався як путівник для морських кораблів. В 1788 році в північній та південній частинах побудовано два дерев'яні маяки висотою 45м (47 м над рівнем моря) для забезпечення навігації для кораблів, що прибували до Ревеля (Талліна).
Через деякий час, під дією зовнішніх природних чинників, маяки були майже зруйновані. 1849 року відновили північну будівлі, де замість деревини було використано каміння, а на висоті в 38 м обладнали сигнальні лампи — 1 звичайна освітлювальна, що оберталась та 12 ангардових. Після ремонту 1862 року маяк набув свого сучасного вигляду: будівля стала білою, з червоним дахом та комплексом допоміжних споруд для працівників. Зокрема збудували приміщення для наглядача, команди маяка, кладову та баню, обладнали великоваговим дзвоном, для подачі сигналу в туманну погоду, а в південній частині острову розмістили рятувальну станцію з швидкохідною шестивесловою шлюпкою. Через 28 років на маяку додатково встановлено дворозрядний френелівський апарат.
В часи Другої світової війни, 1941 року будівля маяка була зруйнована, але вже після закінчення бойових дій, 1946 року її знову відбудували з дерева, надавши восьмигранної конічної форми. 1960 року дерев'яну споруду замінили на залізобетонну, висотою 45 м. 1999 року проведено часткову реконструкцію службових приміщень та освітлювального обладнання.

### Природні пам'ятки

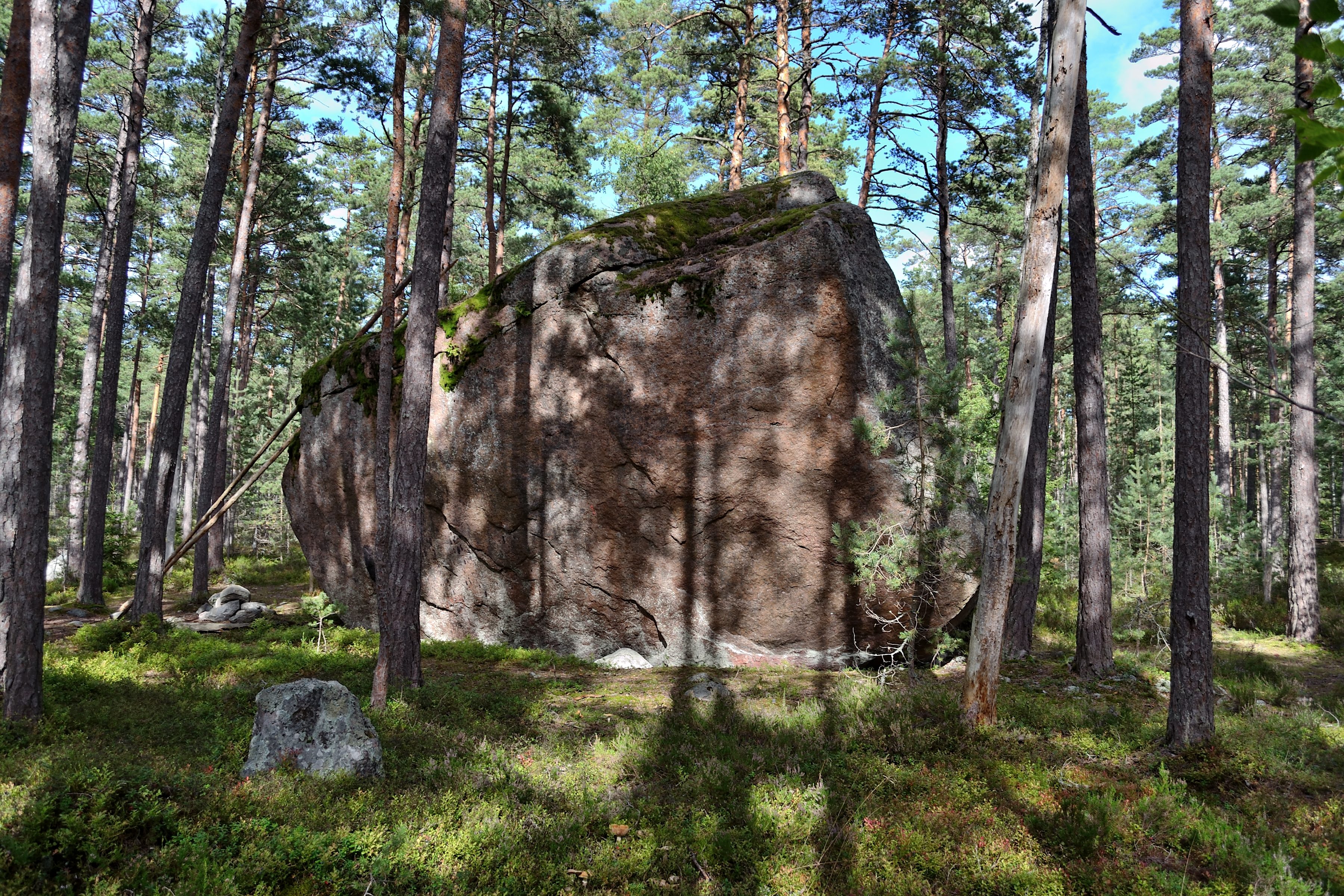
Валун Пилендікуківі

Пагорб Куніла — найвища точка острову, висотою від 27,7 до 29 м над рівнем моря. В «Естляндських губернських відомостях» згадується про те, що ліс саме з цієї точки острову, сам по собі слугував чудовим орієнтиром для моряків, але під час Кримської війни дуже постраждав від пожежі. Наразі серед дерев тут, як і по всьому острову, переважають сосни (найстаріша в цій місцевості сосна Куніла знаходиться на пагорбі — їй близько 300 років), але також є чорниця, брусниця, вереск.
Валун Пилендікуківі — обломок гірської породи в діаметрі 26,7 м з граніту рапаківі. Під час горіння лісу в середині ХІХ століття граніт валуна трохи розтріскався, тому отримав ще одну назву. Перебуває під охороною держави.
Сад данського короля — згідно місцевих легенд, це місце, куди данський король, за часів їх панування на острові, відправив свою доньку за неналежну поведінку. Наразі тут знаходиться листяний ліс та Лехтметсатський валун, що сягає в діаметрі 30,8 м та має розміри 10,3х7,4х3,3 м.
Сосновий ліс на дюнах — простягнувся вздовж узбережжя і характеризується великою кількістю мохів. Серед них ракомітріум сивіючий та лишайники типів Кладонія та Кладіна.

## Воєнна спадщина
На території острова залишилася велика кількість об'єктів, які зараз поступово стають відкритими для відвідувачів.

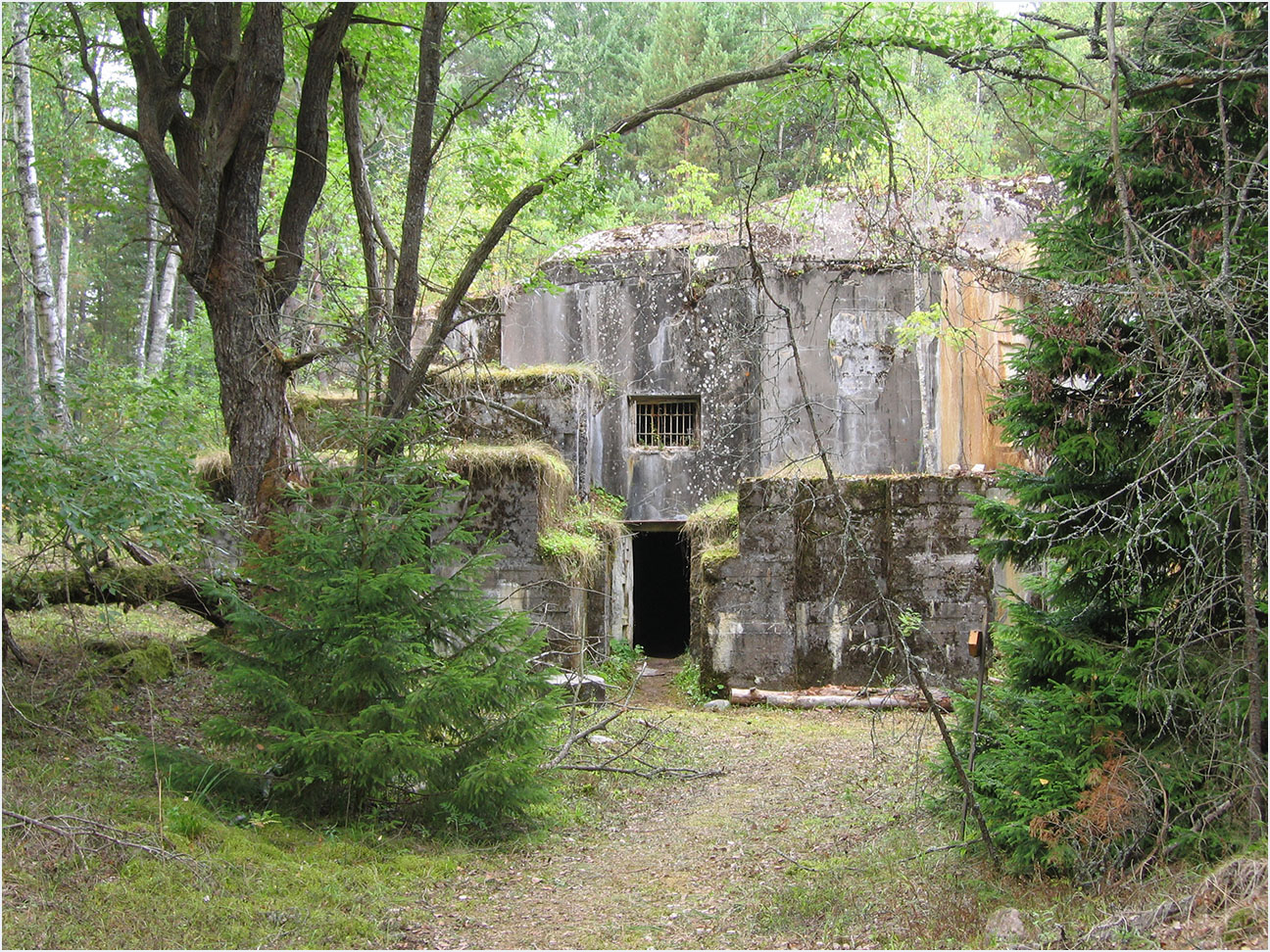
Батарея № 10А

 Зокрема, близько 20 га Найссаару займають мінні склади, де 1950-х років радянська влада зберігала морські міни. На сьогодні для дотримання необхідних умов тут відновлено залізничне сполучення та систему обслуговування приміщень даного типу.
Цікавими об'єктами є оборонні батареї різного типу. Найкраще збереглися Батареї № 10А, 10Б та 9.
Батарея № 10А або ж Батарея Петра Першого — це дві двоповерхові будівлі, з'єднані піщаним валом в 200 м, Даний комплекс повністю не добудований.

Комплекс № 10Б має те ж планування, що й попередній. Окрім того, також є 3-

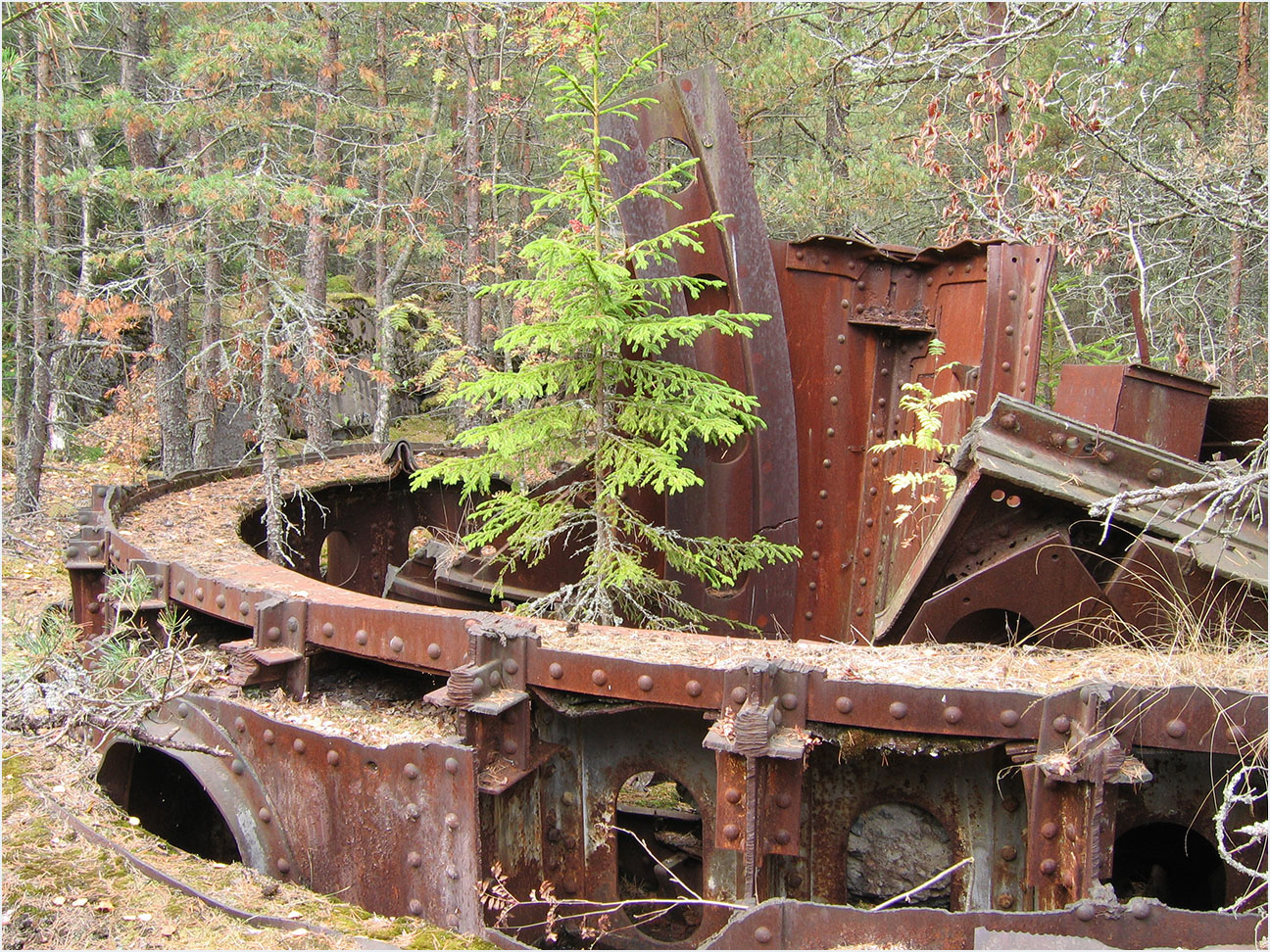
Воєнна батарея № 9

 поверховий командний пункт висотою 15 м та найбільша на острові основа, що обертається, для артилерійської зброї розмірами до 14 м.
Батарея № 9 — бетонна будівля для зберігання боєприпасів з броньованою вежею та двома восьмидюймовими артилерійськими установками.
Також на острові є укрілення «Зірка», що отримало назву від своєї форми. Бастіон має численні вали та канави і раніше мав міст для зручного входу та виходу за межі оборонних споруд.

## Флора і фауна Найссаару
Серед тваринного світу можна зустрітити чимало представників різних видів. Серед ссавців тут є кажани, білки, лісові куниці, їжаки, зайці, кабани, козулі, лісова куниця, миші, лисиці та навіть трапляються лосі. Нараховують 162 види птахів на острові та в прибережній території, а також серед земноводних і змій — трав'яну жабу, гадюку та вужа.
Рослинний світ представлено 273 видами лишайників, 464 видами грибів та 516 видами різноманітних рослин.